# 南宁市第三十三中学
南宁市第三十三中学（英文：Nanning No.33 Senior High School），简称南宁三十三中、三十三中，是中国的一所全日制普通高级中学。

学校创办于1979年，前身为南宁市上尧二中（1979-1990）、南宁市郊区高中（1990-2001），学校在2006年被评为广西壮族自治区示范性普通高中。学校还被评为教育部国防教育学校、自治区文明单位、自治区优秀学校、自治区卫生先进单位、自治区科研先进单位、自治区森林园区单位等。

## 创校历史
1979年，创办南宁市上尧二中。

1990年，南宁市上尧二中更名为“南宁市郊区高中”。

2001年，南宁市郊区高中更名为“南宁市第三十三中学”，为南宁市教育局直属学校。

2001年，南宁市第三十三中学被评为自治区文明单位。

2001年7月，南宁市第三十三中学被列入广西首批示范性高中立项建设学校。

2002年，南宁市第三十三中学荣获南宁市“最佳花园式单位”的称号。

2004年，南宁市第三十三中学进入南宁市品牌创建学校的行列、学校被确定为自治区一级学校。

2006年4月，南宁市第三十三中学批准被列入第四批广西壮族自治区示范性普通高中。

2015年4月，南宁市第三十三中学被列入第一批南宁市普通高中现代化示范立项建设学校。

## 学校简介

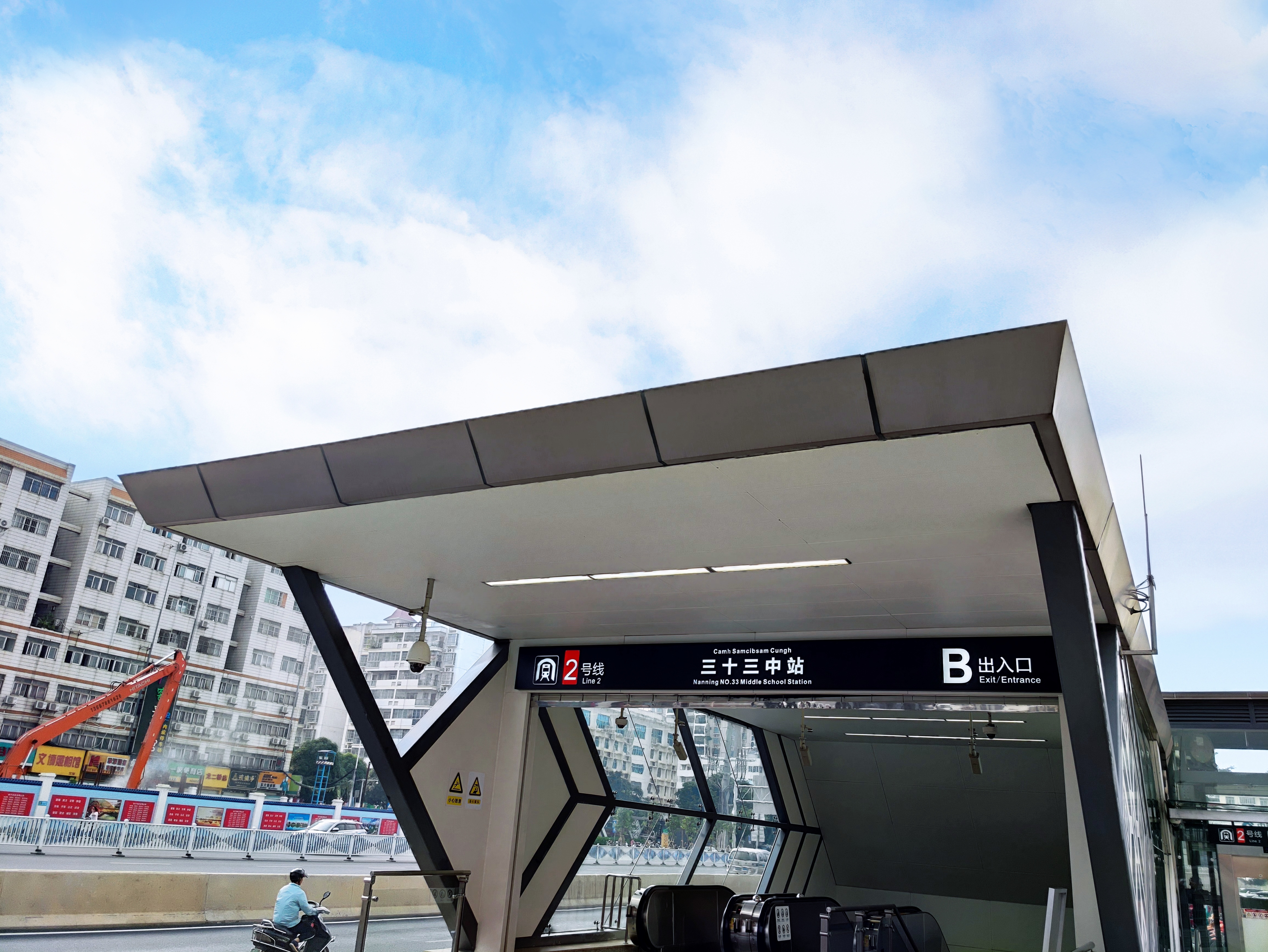
南宁地铁三十三中站B出入口

南宁市第三十三中学位于南宁市西乡塘区安吉大道12号，可以乘坐南宁轨道交通2号线在“三十三中站”到达。学校占地约45532平方米，2019年在校学生2213人，设42个教学班，在校教职工185人。学校为寄宿制学校，提供现代化学生公寓2400多个床位，宿舍内安装空调并能够全天供应热水。

## 校园活动
南宁三十三中校内有多个学校社团组织，以便学生能根据自己的兴趣，主动参与到校园课外活动中，通过社团的锻炼，不断增强学生的自我管理与自主学习能力，对自我人生规划有更清晰的认识，并且能够付诸行动。学校积极为学生社团提供施展才华的机会和平台，举行各种由学生出谋划策的重大活动。

### 大型活动
社团一条街、校园十大歌手、校园十大感动人物、迎新晚会、毕业晚会、模拟联合国